# Boutontou
Boutontou est une commune située dans le département de Solhan, dans la province du Yagha, région du Sahel, au Burkina Faso.